# Cherry top (rotacijska luč)
Cherry top je izraz iz ameriškega slenga, ki se nanaša na posebno vrsto policijskega avtomobila z le rdečo vrtljivo lučjo, nameščeno na streho. Izraz izvira iz šestdesetih let dvajsetega stoletja, ko so bile te rdeče vrteče "svetilke"  pogoste. 
Večina sodobnih policijskih avtomobilov ima bolj napredne sisteme razsvetljave kot tradicionalna rotirka in oddajajo več barv; vendar pa se izraz "cherry" ali "cherries" včasih uporablja za sklicevanje na kakršno koli zasilno razsvetljavo v policijskem avtomobilu. Michigan State Police še naprej uporablja tradicionalne rdeče rotacijske svetilke na svojih patruljnih avtomobilih.
Primer uporabe: "Nisem vedel, kako hitro sem vozil, dokler nisem videl češenj v svojem vzvratnem ogledalu."